# 67-й армейский корпус (вермахт)
67-й армейский корпус (нем. LXVII. Armeekorps), переименован 20 января 1944 года из 67-го резервного корпуса.

## Боевой путь
В 1944 году — дислоцировался в Бельгии. В декабре 1944 — участие в Арденнском наступлении.
В 1945 году — бои в Германии против американских войск. В апреле 1945 года корпус уничтожен в Рурском котле.

## Состав корпуса
В августе 1944:
- 226-я пехотная дивизия
- 245-я пехотная дивизия
- 348-я пехотная дивизия

15 сентября 1944
- Командующий: генерал пехоты Otto Hitzfeld
  - 17-я (t-mot) народная миномётная бригада
    - 88-й миномётный полк
    - 89-й миномётный полк (72 150mm, 18 210mm & 18 300mm реактивных миномётов)
    - 88-й полк реактивных миномётов:
      - 1-й батальон: 3 (mot) батареи (6 150 мм пусковые установки)
      - 2-й батальон: такой же как 1-й батальон
      - 3-й батальон: 3 (mot) батареи (6 210 мм пусковые установки)

    - 89-й полк реактивных миномётов:
      - 1-й батальон: 3 (mot) батареи (6 150 мм пусковые установки)
      - 2-й батальон: такой же как 1-й батальон
      - 3-й батальон: 3 (mot) батареи (6 300 мм пусковые установки)

  - 405-й (t-mot) народный артиллерийский корпус:
    - 1-й батальон (RSO): 3 (motZ) батареи (6 75mm FK 40)
    - 2-й батальон: 2 (motZ) батареи (6 100mmK 18)
    - 3-й батальон (RSO): 3 (motZ) батареи (6 105mm leFH 18/40)
    - 4-й батальон: 2 (motZ) батареи (6 152mm KH 433(r))
    - 5-й батальон: 2 (motZ) батареи (6 122mm sFH 396(r))

  - 902-й дивизион штурмовых орудий (20 StuG)
  - 394-й дивизион штурмовых орудий (3 StuG)
  - 683-й противотанковый дивизион
  - 1110-я (bo) миномётная батарея (3-305mm mörsers)
  - 272-я народная пехотная дивизия: полковник G. Kosmalla14
    - 1/,2/980-й народный пехотный полк
    - 1/,2/981-й народный пехотный полк
    - 1/,2/982-й народный пехотный полк
    - 1/,2/,3/,4/272-й артиллерийский полк
      - 75mm FK 40 (14 Dec) — 18
      - 105mm lFH 18/40 (14 Dec) — 17
      - 150mm sFH 18 (14 Dec) — 12

    - 272-я стрелковая рота
    - 272-й противотанковый дивизион (8 Hetzer Pzjg 38t)
    - 272-й инженерный батальон
    - 272-й батальон связи

  - 326-я народная пехотная дивизия: полковник E.Kaschner15
    - 1/,2/751-й народный пехотный полк
    - 1/,2/752-й народный пехотный полк
    - 1/,2/753-й народный пехотный полк
    - 1/,2/,3/,4/326-й артиллерийский полк
      - 75mm FK 40 (14 Dec) — 18
      - 105mm lFH 18/40 (14 Dec) — 24
      - 150mm sFH 18 (14 Dec) — 12

    - 326-й противотанковый дивизион (8 Hetzer Pzjg 38t)
    - 326-я стрелковая рота
    - 326-й инженерный батальон
    - 326-й батальон связи[1]

В марте 1945:
- 89-я пехотная дивизия
- 277-я пехотная дивизия народного ополчения

## Командующие корпусом
- С 20 января 1944 — генерал пехоты Вальтер Фишер фон Вайкершталь
- С 25 июля 1944 — генерал пехоты Отто Шпонхаймер
- С 17 декабря 1944 — генерал пехоты Отто Хитцфельд